# Große Stalburg
Die Große Stalburg, in älterer Literatur auch nur Stammhaus genannt, war ein historisches Gebäude in der Altstadt von Frankfurt am Main. Es lag in der Westbebauung des Großen Kornmarkts (heute Kornmarkt) ungefähr an der Stelle, an der heute das Gebäude des Bundesrechnungshofs in Frankfurt am Main steht. Die Hausanschrift war seinerzeit nach der alten Quartiernummerierung F9, nach der Abschaffung des Systems 1845 hätte dies Großer Kornmarkt 17 entsprochen.
Das Ende des 15. Jahrhunderts erbaute Steinhaus war entsprechend zeitgenössischen Berichten das in Architektur und erhaltener Originalausstattung schönste profane Gebäude der Frankfurter Gotik. Obwohl der Erbauer Claus Stalburg bestimmt hatte, es niemals zu verändern oder abzubrechen, musste es bereits 1789 für den Bau der Deutsch-reformierten Kirche in Frankfurt weichen.

## Geschichte

### Vorgeschichte

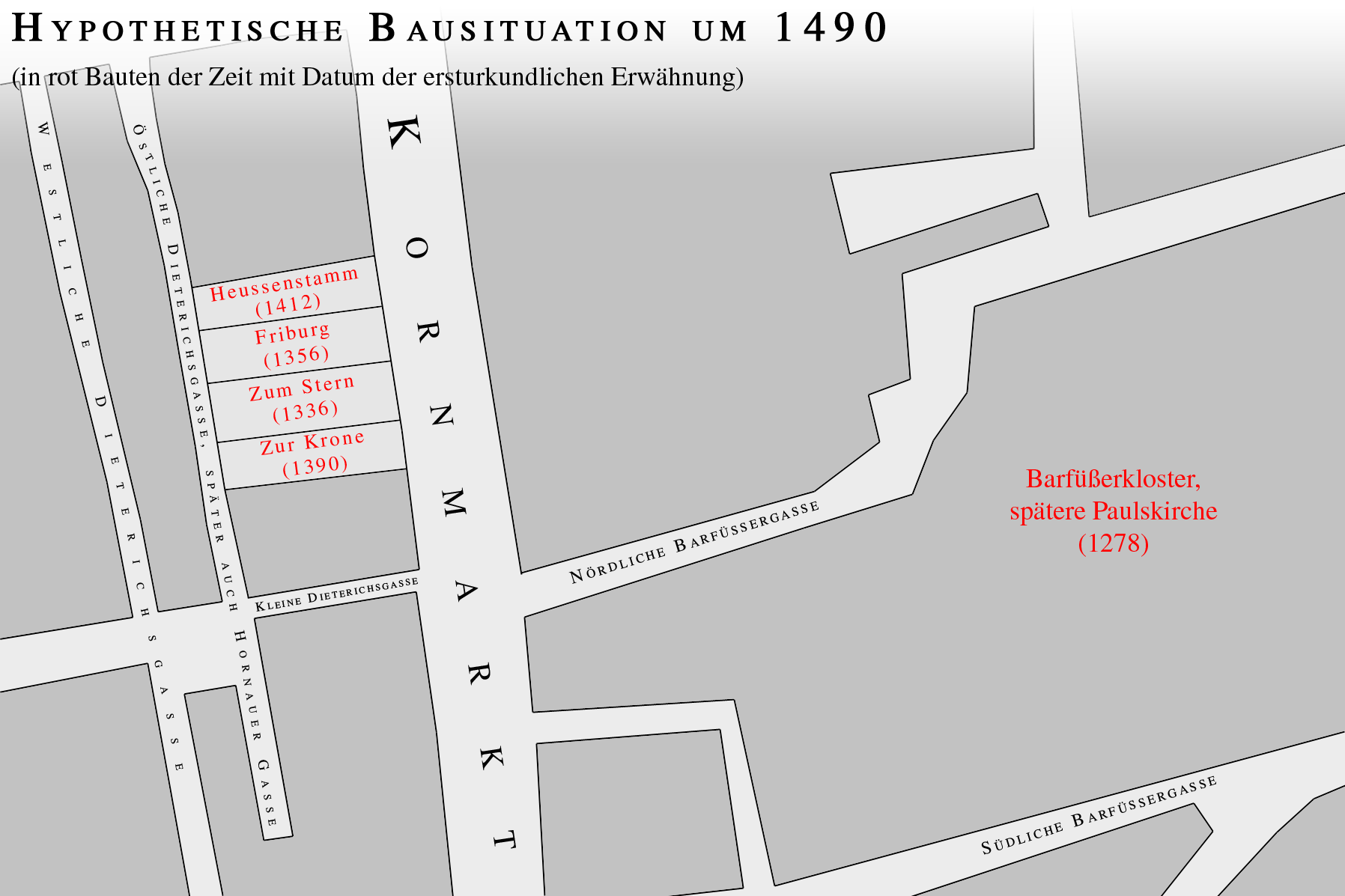
Hypothetische Bausituation um 1490

Aufgrund einer Vielzahl von urkundlichen Erwähnungen und Bedebucheinträgen lässt sich die topographische Situation am Großen Kornmarkt, der heute nur noch als Kornmarkt bekannt ist, um 1490 gut rekonstruieren. Demnach befanden sich anstelle der Großen Stalburg zuvor vier Altstadthäuser, von Süden nach Norden genannt Zur Krone, Zum Stern, Friburg und Heussenstamm. Den eher kurzen schriftlichen Zeugnissen nach zu urteilen scheint es sich aber um einfache Bauten mit den typischerweise schmalen, aber sehr stark in die Tiefe gehenden Parzellen ohne besondere Funktion gehandelt zu haben.
Bezüglich des Alters, etwa ob die Gebäude noch aus der Erstbebauung des Straßenzuges im 12. Jahrhundert stammten, lassen sich in Anbetracht der frühesten urkundlichen Erwähnung eines der vier Gebäude 1336 keinerlei seriöse Betrachtungen mehr anstellen. Zumindest von der Parzellierung vergleichbare, aber mit Sicherheit im Spätmittelalter oder der frühen Neuzeit vollständig neu erbaute Häuser hatten sich vor allem am nördlichen Ende des Großen Kornmarkts bis zur Zerstörung der Altstadt 1944 erhalten. Die Besitztumsverhältnisse des 14. und 15. Jahrhunderts liegen im Dunkeln, obgleich hier weitergehende Quellenforschungen vermutlich noch heute Klarheit schaffen könnten.

### Die Zeit der Erbauung

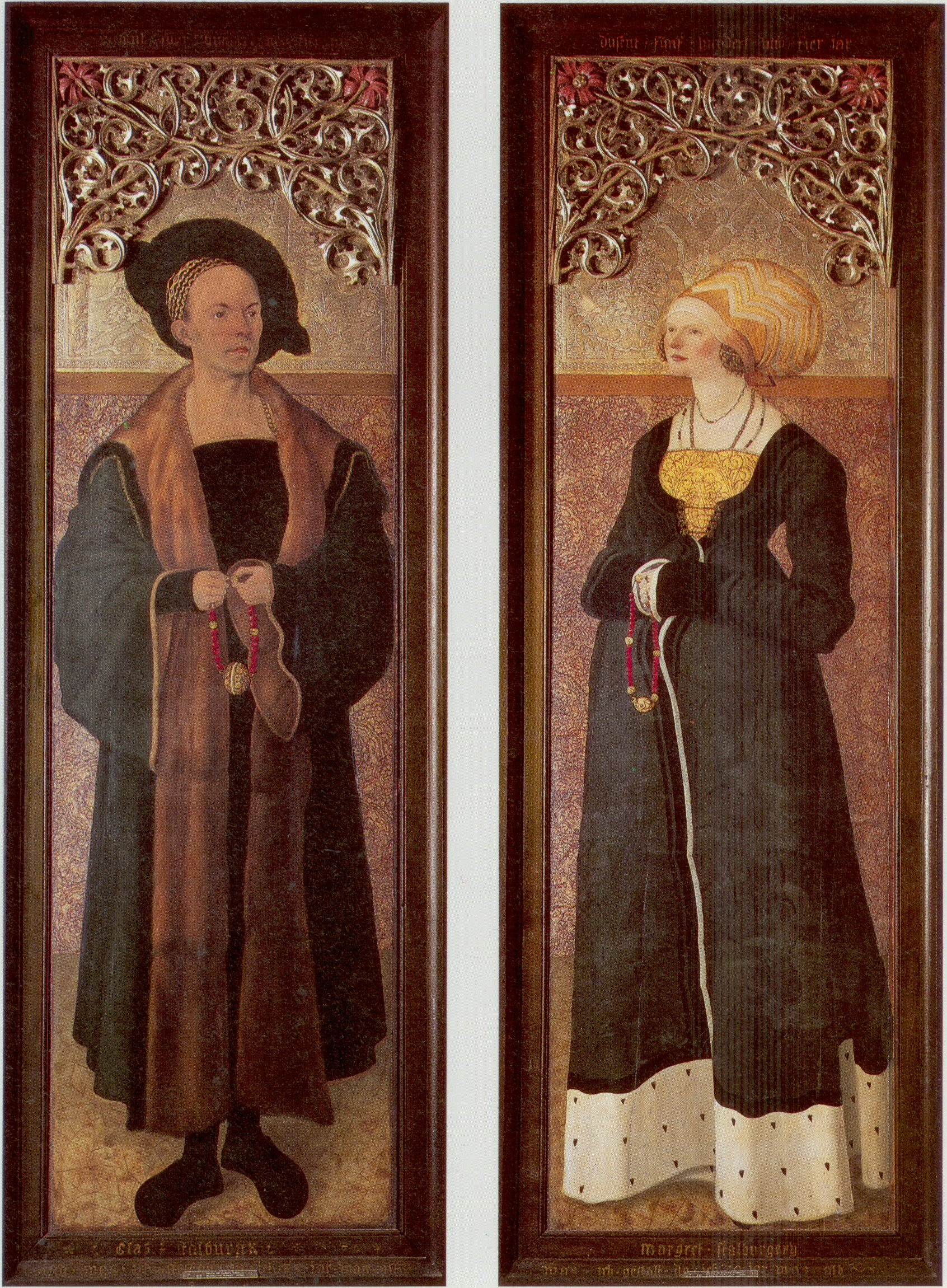
Claus Stalburg und seine Frau Margarethe vom Rhein, 1504

Urkundlich bewiesen ist dagegen, dass der reiche Frankfurter Patrizier und Ratsherr Claus Stalburg die vier Gebäude wohl in den 1490er Jahren in seinen Besitz brachte, niederlegte und dort bis 1498 einen steinernen Neubau ausführen ließ. Eine Urkunde vom 24. Januar 1498 nennt bereits die nach dem Bauherren benannte Große Stalburg namentlich und in diesem Zusammenhang eine „ander nuwe husung“, so dass das Gebäude spätestens zu diesem Zeitpunkt als fertig gestellt betrachtet werden kann.
Als Baubeginn wird von der vorhandenen Literatur fast geschlossen das Jahr 1496 genannt, Anja Johann nennt, ohne Quellenangabe, 1497. Zumindest die 1496 stützt sich offensichtlich nur auf eine Angabe im zweiten Teil der Frankfurter Chronik von Georg August von Lersner, dessen Aussagen in Anbetracht der geschichtswissenschaftlichen Standards im frühen 18. Jahrhundert zumindest kritisch zu hinterfragen sind. Gemessen an anderen, urkundlich besser dokumentierten Bauprojekten jener Jahre, etwa dem Steinernen Haus, erscheint eine Bauzeit von zwei Jahren jedoch realistisch.
Die geschickte Wahl des Baugrundes ist noch heute und trotz vor allem in der Nachkriegszeit geänderter Straßenverläufe im Stadtbild ablesbar. Der Große Kornmarkt war im mittelalterlichen Frankfurt neben der Fahrgasse und der Neuen Kräme die wichtigste Nord-Süd-Verbindung zwischen dem nördlichen Stadttor Katharinenpforte und dem Leonhardstor am Mainhafen im Süden, von der Bedeutung für den Verkehr in etwa vergleichbar mit der heutigen Kurt-Schumacher-Straße.
Steinerne Häuser in derart prominenter Lage, von denen es in der Stadt ohnehin nur um die zwanzig gab, ließen sich insbesondere bei der zweimal jährlich stattfindenden Messe vor allem für die kostbarsten Waren vermieten. Im Vergleich zu den anderen, überwiegend aus Holz verzimmerten, Bauten der Stadt waren sie weit weniger durch ständig drohende Brände gefährdet. Darüber hinaus kehrten in einem Bau wie diesem auch nur zahlungskräftige Messgäste aus der obersten Gesellschaftsschicht ein.

### Weitere Geschichte, Abbruch und Nachfolgebebauung
Nach dem Tode Claus Stalburgs ging das Haus an seinen zweiten Sohn, Craft Stalburg über, der jedoch selber ohne Erben blieb und 1572 starb. Er hatte allerdings noch dreizehn Geschwister, von denen acht das Erwachsenenalter erreicht hatten. Er bestimmte daher in seinem Testament vom 3. August 1567, dass immer der älteste männliche Vertreter der Linie Stalburg das Haus besitzen, und es zugleich unterhalten, aber niemals verändern oder gar abreißen solle.
So wurde das Haus von Generation zu Generation weitervererbt, und dem Testament offenbar derart Genüge getan, dass der Zeitzeuge Johann Karl von Fichard noch Anfang des 19. Jahrhunderts schrieb: „Claus Stalburg […] gab in diesem Hause der Nachwelt das Bild einer luxuriösen Privatwohnung, wie man diese zu Ende des 15. Jahrhunderts als Muster aufstellen konnte.“
Doch der in Frankfurt sehr fruchtbare vorrevolutionäre Klassizismus hatte nur noch wenig für die Baukunst vorangegangener Jahrhunderte übrig. Trotz eines langsam erwachenenden kunsthistorischen Interesses, wie es etwa die Werke von Heinrich Sebastian Hüsgen aus dem späten 18. Jahrhundert bezeugen, wurde flächenhaft mittelalterliche Bausubstanz im neuen Zeitgeist verändert oder, wenn auch relativ zu späteren Zeiten betrachtet noch selten, ganz abgebrochen. So findet sich die Große Stalburg, abgesehen von Lersners Chronik, in keiner größeren Stadtbeschreibung des 18. Jahrhunderts auch nur erwähnt, geschweige denn als bedeutsam vermerkt.
1788 begann die Frankfurter deutsch-reformierte Gemeinde, nach einem Grundstück für den Bau einer Kirche zu suchen. Zwar waren die ersten reformierten Glaubensflüchtlinge, vor allem aus Frankreich und den Niederlanden, schon 1555 nach Frankfurt gekommen und dort sesshaft geworden. Nach heftigen theologischen Auseinandersetzungen mit dem lutherischen Predigerministerium hatte der Rat jedoch 1594 den reformierten Gottesdienst verboten und den Reformierten, mit einer kurzen Ausnahme von 1601 bis 1608, kein eigenes Kirchengebäude im Stadtgebiet zugestanden. Erst am 15. November 1787 gestattete der Rat den beiden reformierten Gemeinden unter strengen Auflagen den Bau eigener Kirchen.
Trotz eines offensichtlichen Interesses des damaligen Stammhalters der Familie, des kaiserlichen Rats und älteren Schöffen Johann Adolph Friedrich von Stalburg, das Haus zu verkaufen, galt zunächst noch immer das Testament von 1561. Der Fall kam somit vor das Schöffengericht, das durch Schiedsspruch vom 22. Dezember 1788 den testamentarischen Willen Craft Stalburgs faktisch aufhob und somit einen Verkauf und Abbruch erst möglich machte.
Laut Begründung des Gerichts lagen hierfür „erheblichste Beweggründe“ vor, so etwa, „dass dieses Haus nach den veränderten Zeiten dem Zwecke schlechterdings nicht mehr entspreche, vielmehr nach seiner innern Einrichtung und nach seinem äussern Ansehen allen bürgerlichen Wohnungen weit hinten anstehe“. Letztendlich ausschlaggebend war jedoch, dass für einen angeblich nötigen Neubau des Hauses, „wenn es zu einer wirklichen Wohnung für den von Stalburg’schen Mannesstamm zugerichtet werden wollte“ laut gutachterlicher Aussage wenigstens 30.000 Gulden zu veranschlagen wären, die deutsch-reformierte Gemeinde jedoch 45.000 Gulden geboten hätte.

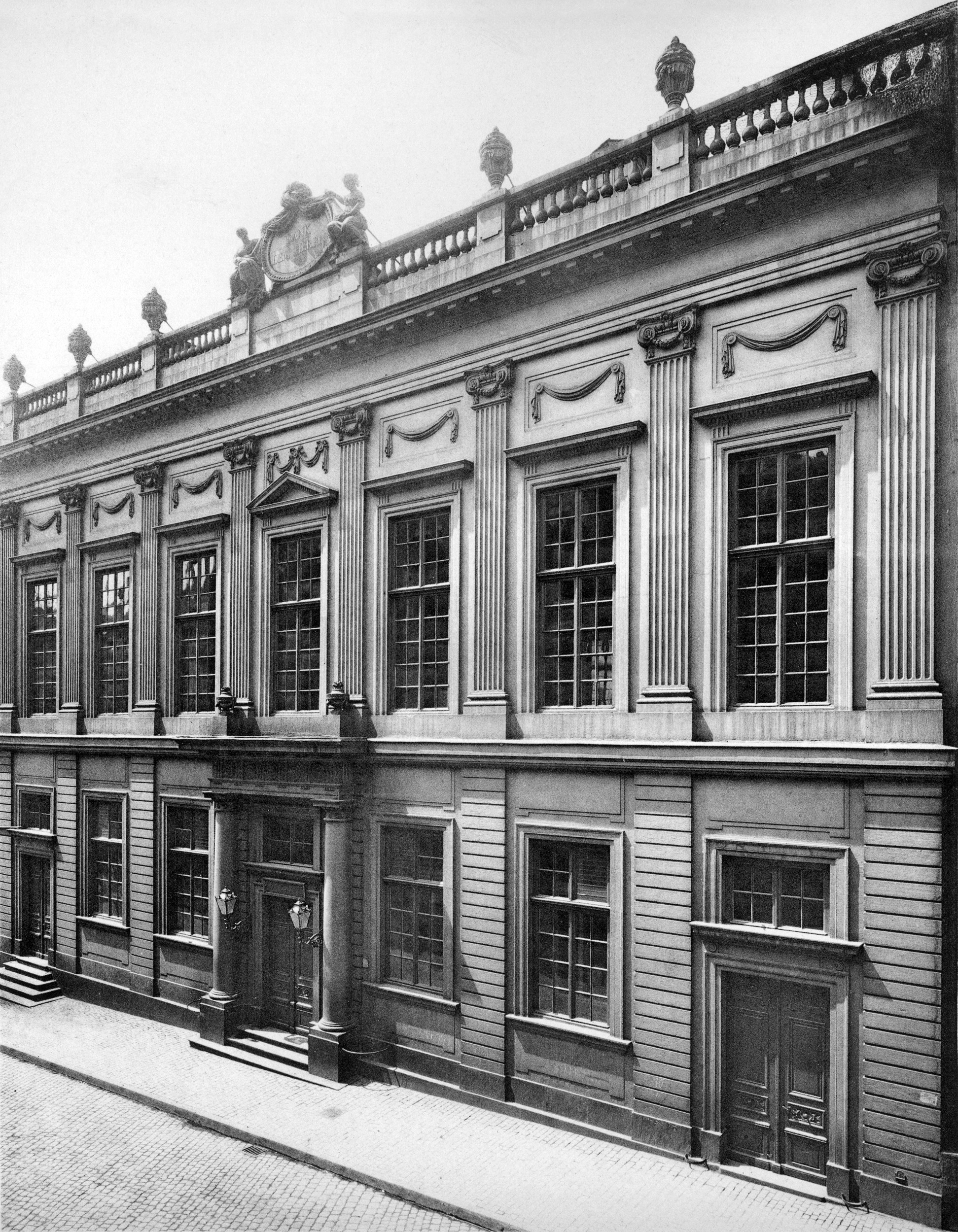
Deutsch-reformierte Kirche am Kornmarkt, um 1880

Abschließend meinte das Gericht noch, die „Absicht des Fideicommissstifters [Craft Stalburg] sein Haus seinem Mannesstame zur Wohnung zu bestimmen, ware gewiss in allem Betracht erreicht worden, da solches noch nach seinem Tode über 2 Secula hindurch in seiner Bestimmung belassen und jetzo nachdeme der Zahn der Zeit es unbewonbar gemacht hatte, der, durch einen glücklichen Zufall erhaltene so hohe Verkaufspreis von fl. 45,000 zum nämlichen Zwecke dem Fideicommis substituiret ward.“
Nur kurze Zeit später, Anfang 1788, schloss das Presbyterium der deutsch-reformierten Gemeinde den Kaufvertrag, und das Schicksal der Großen Stalburg war mit Zustimmung der Stadt zur Wahl dieses Platzes im Juli desselben Jahres endgültig besiegelt. Das Haus wurde 1789 mitsamt seiner einmaligen und wohlerhaltenen Ausstattung abgebrochen. Einzig das Mittelteil des Hausaltars ging in private Hände nach Hanau über, wo es 1813 beim Einmarsch der Franzosen verbrannte. Die Altarflügel mit der Darstellung Claus Stalburgs und seiner Frau kaufte später das Städelsche Kunstinstitut.
Der Neubau im damals modernen klassizistischen Stil – sein Entwurf wird Nicolas Alexandre Salins de Montfort zugeschrieben – erinnerte äußerlich nicht an eine Kirche. Dies war eine Folge der Ratsverfügung, die den reformierten Gemeinden auferlegt hatte, die Fassaden ihrer Kirchenbauten in die Straßenfronten einzufügen und keine Glockentürme zu errichten. Diese Nüchternheit zog jedoch auch Kritik auf sich. Fichard merkte später zu Abbruch und Neubau an: „Die an dieser Stelle hingebaute Kirche, bei deren Anblick der, welcher mit der Bestimmung des Gebäudes unbekannt ist, kaum errathen kann, zu welchem Zwecke hier Kalk und Stein zusammengesetzt wurden, ersetzt diesen Verlust keineswegs. – So wird auch statt eines gediegenen alten Werkes im Bücherschrank oft eine elende Missgeburt neuerer Zeit hingestellt.“ Der Kunsthistoriker und spätere Bürgermeister der Freien Stadt Frankfurt, Philipp Friedrich Gwinner, schrieb 1862: „Ein kläglicheres Zeugniß ihres nüchternen Philister-Geschmacks konnte sich diese Zeit wahrlich nicht ausstellen.“
Mit dem kinderlos gebliebenen Johann Adolph Friedrich von Stalburg starb die Familie Stalburg 1808 im Mannesstamm aus.

## Architektur

### Äußeres

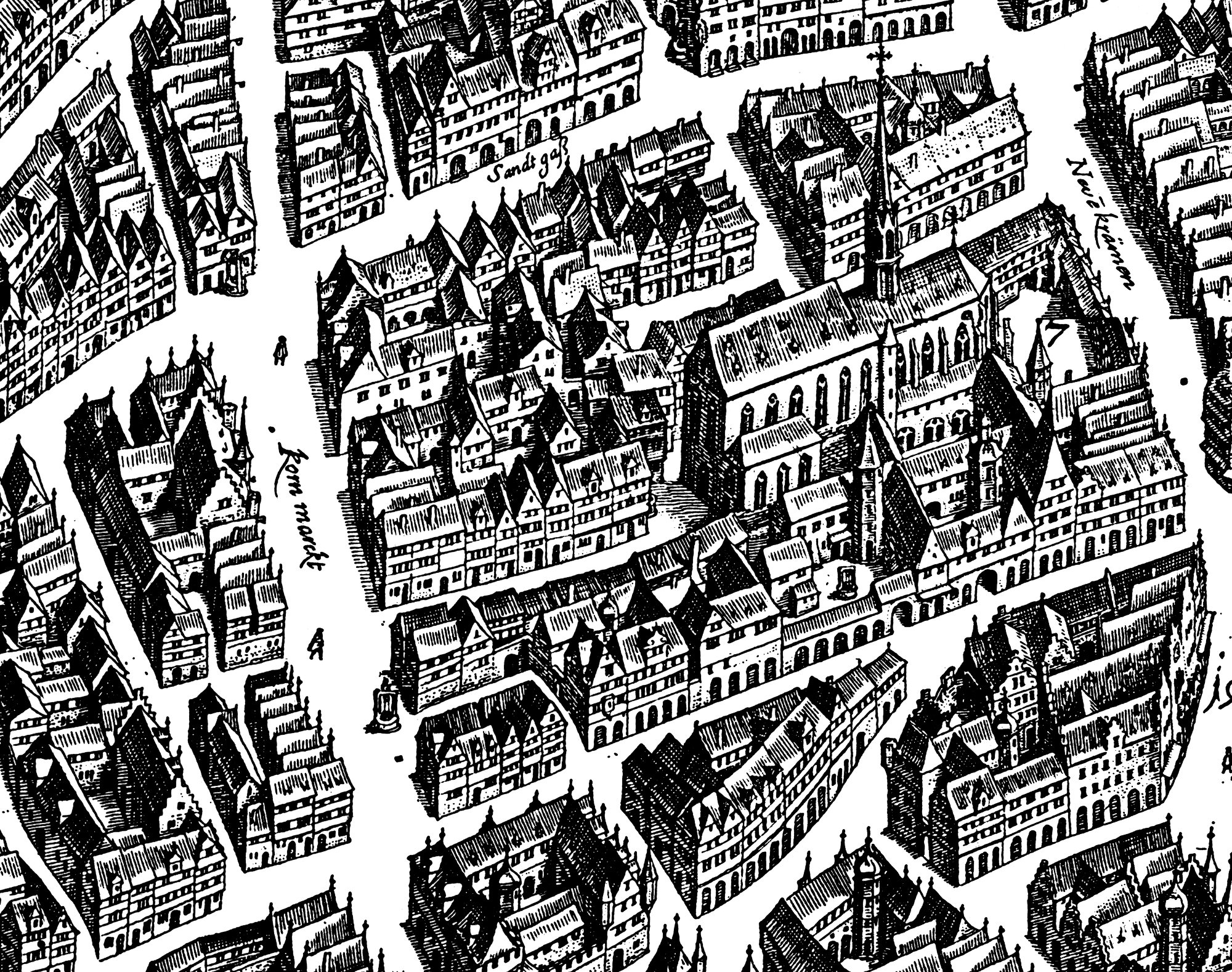
Gebäude auf dem Merian-Plan Frankfurts von 1628

1853 erstellte Carl Theodor Reiffenstein in einem Aquarell eine Rekonstruktion des Hauses, die sich wiederum auf Informationen von Johann Georg Battonn und Johann Karl von Fichard stützte, die das Haus noch zu Lebzeiten gekannt und darüber berichtet hatten. Obgleich das Aquarell eigentlich der Illustration eines späteren Werkes über die Goethestätten in Frankfurt diente, da das südlich der Großen Stalburg anschließende Haus das Geburtshaus der Lili Schönemann war, lieferte der Maler hier auch ein eindrucksvolles Zeugnis von der durch Claus Stalburg öffentlich zur Schau gestellten Pracht.
Das Haus mit drei Vollgeschossen von schätzungsweise je wenigstens 4 Metern Raumhöhe war demnach vollständig massiv und ganz im gotischen Stil vergleichbarer Frankfurter Patrizierbauten des 14. und 15. Jahrhunderts gehalten. Es kombinierte als einziges bekanntes Gebäude der Stadt einen an Wehrarchitektur erinnernden, umlaufenden Zinnenkranz mit Treppengiebeln wie beim Römer. Diese erstreckten sich entlang der nördlichen und südlichen Hausachse zwischen polygonalen Ecktürmchen an jeder Ecke des Satteldaches, das wohl wenigstens zwei weitere Vollgeschosse aufwies.
Noch am ehesten Vorbilder im übrigen Frankfurter Profanbau hatte eine Marienfigur, die oberhalb des spitzbogigen, links und rechts von je zwei gleich großen Portalen flankierten Eingangstores platziert war. Das Tor war „[…] mit so vielem und zierlich gearbeiteten Eisenwerke bedeckt, dass die Vorübergehenden öfters stehen blieben und das Schöne des Alterthums mit Bewunderung ansahen“. Exotisch mutete an einem Bau des späten 15. Jahrhunderts dagegen wohl an, dass „das auf den Dachrinnen gesammelte Regenwasser […] durch Elephantenköpfe mit Rüsseln“ herausfloss. Dies wird durch später aus erhaltenen Inventaren gewonnene Erkenntnisse bestätigt, nach denen sich in der Privatbibliothek Stalburgs zahlreiche naturkundliche Bücher befanden.

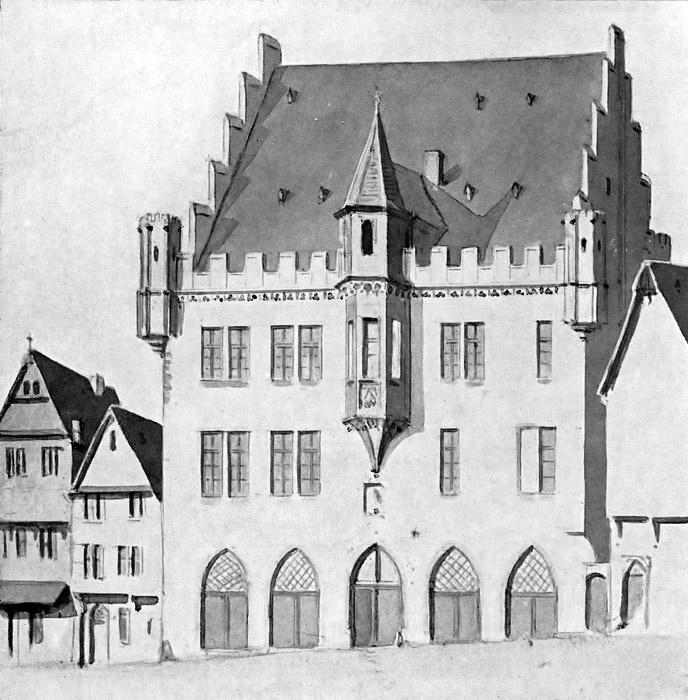
Alternative Rekonstruktion von Reiffenstein, wohl um 1850

So weit decken sich die Notizen von Battonn, Fichard sowie Reiffensteins grafische Ausführungen bezüglich des äußeren Erscheinungsbildes des Hauses. Problematisch ist bezüglich weiterer Details, dass Reiffenstein ein zweites Rekonstruktionsbild des Hauses fertigte, die Walter Sage nicht unbegründet vermuten ließ, dass er sich hierfür auf eine entweder nicht mehr erhaltene oder zumindest nicht mehr bekannte Beschreibung gestützt hat. Die zweite Skizze zeigt das wichtigste und für einen Frankfurter Bau sehr seltene Detail, einen Erker, mittig an der Fassade. Auf dem Aquarell ist er, wie von Battonn beschrieben, dagegen nach Süden verschoben.
Allerdings erstreckte sich der vorgenannte Erker in beiden Bildern in einer für die Gotik typischen, schlanken und emporstrebenden Form von etwa der halben Höhe des ersten Stocks bis über den Dachbereich hinaus und schloss hier mit einem Spitzhelm. Dies wird durch den Stadtplan Matthäus Merians von 1628 trotz ungünstiger Perspektive bestätigt, so dass zumindest das Erscheinungsbild des Erkers als gesichert betrachtet werden kann.
Weitere Details wie in beiden Bildern vermauerte Fenster bekräftigen noch die Annahme einer heute dunklen Quelle, da ihre Anordnung und Anzahl nirgendwo bei Battonn oder Fichard wiedergeben ist. Es wäre noch am ehesten zu vermuten, dass Reiffenstein zu seiner Zeit noch lebende Zeitzeugen befragte, was aufgrund der Tatsache, dass er über seine Quellen keine Aufzeichnungen fertigte, unbewiesen bleiben muss.

### Inneres
Durch das Hauptportal am Kornmarkt trat man in ein vollständig von Kreuzgewölben überspanntes Erdgeschoss. Von hier führte eine nur als „sehr merkwürdig“ bezeichnete Treppenkonstruktion in den ersten Stock. Von weiteren Räumen im Haus gibt es ab hier zwar Beschreibungen, nicht jedoch konkrete Angaben, wo sie sich im Haus befanden.
Am bemerkenswertesten war wohl der sogenannte Große Saal, der Fensteranordnung nach Reiffenstein zu vermuten im ersten Stock. In dem Saal waren „oben unter der Decke auf einem 2 Schuh breiten Getäfel“ drei in Freskotechnik ausgeführte Deckengemälde zu bewundern, die „durch die darüber gesetzten Verse erläutert wurden“. Battonn hat die Verse, bedauerlicherweise ohne eine genauere Beschreibung der Bildnisse selbst, abgeschrieben und so der Nachwelt erhalten:
| I. | II. | III. |
| Koriolanus wart von Rom ferdreben So er doch gern wer by jm bleben Dar umb er Rom belegert hatt Das der rat jn um ein friden bat.       | Min phert das wolt ich springen lon Da was einer armen witfrawen son Von ungeschicht dar tzu komen Dem hat min phert das leben genomen. | Ich sitzen hie vons Keissers wegen Das ich gericht und rechts sol plegen So hat das gelt verfuret mich Das ich den döt unschuldiglich.      |
| Die prister auch al tzu im gingen Und suchten frid in dissen dingen Er sprach latt bitten underwegen Ir prister solt dem tempel plegen. | O her ich arme ruf uch an Das jr das recht wolt lassen gan Drum klag ich her uch mine not Uvwer son hat mir min kind erdod.             | Ach her got wellest dich erbarmen Uber mich unschuldigen armen Den döt ich nit verdinet hon Des welst du mich her genissen lon.             |
| Ach her jr solt uns frawen ern Und solt uns al des fredes gewern Er sprach ich wil nit ab lon Ich wil Rom zu eigen hon.                 | Als ir mir fraw hie habt geklagt So sy uch das tzu recht gesagt Ich wil jn uch tzu eigen geben Döt jn ader last in leben                | Herr richter hört was wir uch sagen Der Keiser hat fon uch horn klagen Das jr die unschuldigen brengt in pin Des must jr sin gefangner sin. |
| Veturia versont irs sones tzorn Rom das wer sust gar ferlorn Da mit verdint sie da tzu mol Das man all frawen eren sol.                 | So ich uch mit recht gewonnen han So solt ir sein myn elich man Nit bessers ich jn rechten fint Dan das jr mir macht ein ander kind.    | Das du falsz urteil hast gesprochen Das sal nu werden an dir gerochen Das du die unschuldigen brengst jn pin Des mustu hie geschunden syn.  |
| Koriolanus hat sin mutter wert Det alles das ir herz begert Da kam herusz der gantz senat Und furten jn erlich jn die stat.             | | Der Keiser lisz den richter binden Und offenbar fur jederman schinden Das ein jecklicher richter for sich se Das jm nit auch also geschee.  |
| Die romer danckten der frawen ser Und daden ir disse grosse eer Das sie und alle frawen solten Furters dragen was sie wollten           | | Die hut lisz er an richtstul neln Dem son sins fatters ampt befeln Das er Recht richtet iederman Ader im wörd auch also gedon.              |
| | | Also hat er das rich fursehen Dass iedermann must recht gescheen Und da jm Got der her gebot Da lag der edel Keiser dot.                    |
| | | Also hat er gefurt sin leben Und allen Keissern byspil geben Und al richter straffen wolten Die nit richtent als sie solten.                |
| | | Wol uber Vc (500) jor darnach Da man ein alt gebu umbzog Da lag des Kysers haupt im loch Und hat sin frise tzunge noch.                     |
| | | Da man das Keisers hapt da fant Bracht man es dem babst zu hant Der wart dar by verstan Das er alweg hät recht gedan.                       |
| | | Der bobst bat got for den hiden Das er in nit lis fon jm scheiden Des wart der heilig bobst gewert Was er fon got dem hern begert.          |

Dargestellt war demnach die Sage des römischen Patriziers Coriolan, in der Ich-Form die Erzählung einer Witwe, die von dem Mann, der ihren Sohn getötet hat, fordert, sie zu heiraten und ihr ein „ander Kind“ zu machen sowie die Geschichte eines deutschen Kaisers als gerechter Richter. Sie verdeutlichten den repräsentativen Anspruch des Erbauers, fand man Bildfolgen dieser Art in jener Zeit doch vor allem in Rathäusern. Der ausführende Künstler blieb unbekannt, es gibt jedoch Versuche einer Zuschreibung an den für Claus Stalburg ab 1514 tätigen Jerg Ratgeb.
Ein weiterer Raum im Haus war die Hauskapelle. Ihr heute noch fragmentarisch erhaltener Altar zeigte in seinen Flügelinnenseiten nahezu lebensgroß den Erbauer und seine Frau, Margarethe vom Rhein. Er stand im von außen zu sehenden Erker des Hauses, weswegen der Raum, weiter Reiffenstein folgend, wohl am ehesten im zweiten Obergeschoss anzusiedeln war.
Zuletzt gibt es noch Nachrichten, die zumindest von der Existenz einer größeren Privatbibliothek im Haus künden. Sie bestand zunächst aus einigen traditionell religiös-erbaulichen Werken, vor allem aber humanistischer, naturkundlicher und historischer Literatur. Außergewöhnlich war zudem, dass es sich ausschließlich um Titel in deutscher Sprache handelte, war doch Latein gerade bei klassischer Literatur in jener Zeit noch weit verbreitet.

### Hauptwerke
- Johann Georg Battonn: Oertliche Beschreibung der Stadt Frankfurt am Main – Band I. Verein für Geschichte und Alterthumskunde zu Frankfurt am Main, Frankfurt am Main 1861, S. 250 u. 251 (online).
- Johann Georg Battonn: Oertliche Beschreibung der Stadt Frankfurt am Main – Band V. Verein für Geschichte und Alterthumskunde zu Frankfurt am Main, Frankfurt am Main 1869, S. 80–88 (online).
- Philipp Friedrich Gwinner: Kunst und Künstler in Frankfurt am Main vom dreizehnten Jahrhundert bis zur Eröffnung des Städel’schen Kunstinstituts. Verlag von Joseph Baer, Frankfurt am Main 1862, S. 42–47.
- Anja Johann: Der Frankfurter Patrizier Claus Stalburg der Reiche (1469–1524). In: Dieter Rebentisch und Evelyn Hils-Brockhoff im Auftrag der Gesellschaft für Frankfurter Geschichte e. V. in Verbindung mit dem Institut für Stadtgeschichte (Hrsg.): Archiv für Frankfurts Geschichte und Kunst. Band 68, Verlag Waldemar Kramer, Frankfurt am Main 2002, ISBN 3-7829-0535-0.
- Walter Sage: Das Bürgerhaus in Frankfurt a. M. bis zum Ende des Dreißigjährigen Krieges. Wasmuth, Tübingen 1959 (Das Deutsche Bürgerhaus 2), S. 22 u. 23.

### Verwendete, weiterführende Werke
- Johann Friedrich Boehmer, Friedrich Lau: Urkundenbuch der Reichsstadt Frankfurt. Zweiter Band 1314–1340. J. Baer & Co, Frankfurt am Main 1905.
- Johann Heinrich Faber: Topographische, politische und historische Beschreibung der Reichs-, Wahl- und Handelsstadt Frankfurt am Mayn. Verlag der Jägerischen Buchhandlung, Frankfurt am Main 1788.
- Philipp Wilhelm Gercken: Historisch-statistische Beschreibung der freien Reichsstadt Frankfurt am Mayn und der herum liegenden Gegend von Homburg, Darmstadt, Hanau, Aschaffenburg, Gelnhausen etc. Kranzbühler, Worms 1788.
- Rudolf Jung, Julius Hülsen: Die Baudenkmäler in Frankfurt am Main – Band 3, Privatbauten. Selbstverlag/Keller, Frankfurt am Main 1902–1914.
- Ute-Nortrud Kaiser: Jerg Ratgeb – Spurensicherung. C. A. Starke Verlag, Limburg 1985, ISBN 3-7980-0225-8.
- Friedrich Krug: Die Hausnummern zu Frankfurt am Main, in einer vergleichenden Uebersicht der neuen mit den alten, und umgekehrt, zusammgestellt. Georg Friedrich Krug’s Verlags-Buchhandlung, Frankfurt am Main 1850.
- Achilles August von Lersner, Georg August von Lersner: Nachgehohlte, vermehrte, und continuirte Chronica der weitberühmten freyen Reichs-, Wahl- und Handels-Stadt Franckfurth am Mayn […]. Selbstverlag, Franckfurt am Mayn 1734 (online).
- Johann Anton Moritz: Versuch einer Einleitung in die Staatsverfassung derer Oberrheinischen Reichsstädte. Erster Theil. Reichsstadt Frankfurt (Abschnitt 1–3). Andreäische Buchhandlung, Frankfurt am Main 1785 (online).
- Johann Anton Moritz: Versuch einer Einleitung in die Staatsverfassung derer Oberrheinischen Reichsstädte. Zweyter Theil. Reichsstadt Frankfurt (Abschnitt 4). Andreäische Buchhandlung, Frankfurt am Main 1786 (online).
- Johann Bernhard Müller: Beschreibung des gegenwärtigen Zustandes der Freien Reichs-Wahl- und Handels-Stadt Franckfurt am Mayn. Johann Friedrich Fleischer, Franckfurt am Mayn 1747.
- Carl Theodor Reiffenstein: Bilder zu Goethe’s Dichtung und Wahrheit. Blicke auf die Stätten an denen der Dichter seine Kindheit verlebte. Nach eigenen Forschungen dargestellt und mit einer Einleitung versehen. Verlag von Karl Theodor Völcker, Frankfurt am Main 1877.
- Heinrich Voelcker: Die Altstadt in Frankfurt am Main innerhalb der Hohenstaufenmauer. Verlag Moritz Diesterweg, Frankfurt am Main 1937.